# Mario Devaud Ojeda
Mario Devaud Ojeda (23 de agosto de 1955) es un abogado y político chileno, miembro del Partido Radical (PR). Entre 1990 y 1994 se desempeñó como diputado por el distrito N.° 54, en la Región de Los Lagos.

## Biografía
Nació el 23 de agosto de 1955.
Los estudios primarios los realizó en el Colegio Santa Marta, mientras que los secundarios en el Liceo Abdón Coloma, ambos de La Unión. Finalizada su etapa escolar, ingresó a la Facultad de Derecho de la Universidad de Concepción, donde se tituló como abogado.

### Trayectoria política
Inició sus actividades públicas y políticas en 1972, en que ocupó el puesto de secretario del Centro de Alumnos en su Universidad.
Entre 1971 y 1973, participó en los comités juveniles partidarios del gobierno de Salvador Allende, integrando grupos de estudios políticos. Más adelante, entre 1977 y 1980, fue un activo colaborador de agrupaciones opositoras a la dictadura militar de Augusto Pinochet. Participó y fue presidente del Comando del NO, en la ciudad de La Unión.
Milita en las filas del Partido Radical (PR); fue vicepresidente comunal, en 1989 y regional del partido y secretario regional electoral del mismo.
Durante los años 1982 a 1986 fue asesor de la Cooperativa Agrícola y Lechera de La Unión Ltda.
Antes de ser candidato a diputado, ejercía su profesión independientemente.
En diciembre de 1989 fue elegido diputado por el distrito N.° 54, correspondiente a las comunas de; Panguipulli, Los Lagos, Futrono, Lago Ranco, Río Bueno, La Unión y Paillaco (X Región), para el período 1990-1994. Integró la Comisión Permanente de Derechos Humanos, Nacionalidad y Ciudadanía y la de Hacienda.
Es miembro del Club Deportivo Estrella de Chile y Comercio, ambos de La Unión. Además es miembro del Club Cultural de esa ciudad.